# Herman I van Twickelo
Herman I van Twickelo Engelbertszoon (geboren voor 1347 - overleden voor 1417) was een Twents edelman en werd in 1347 de eerste heer van Twickel. Op 27 mei 1347 kocht hij het huis Eysinck bij Delden. Op de plek van huis Eysink, dat in de Deldeneresch lag, werd het latere kasteel Twickel gebouwd. Herman I van Twickelo was de vader van Herman II van Twickelo, drost van Twente en tweede heer van Twickel.